# Manuela Di Crescenzo
Pour les articles homonymes, voir Crescenzo.
Manuela Di Crescenzo est une joueuse italienne de volley-ball née le 21 mars 1988 à Guardiagrele. Elle mesure 1,82 m et joue au poste de passeuse.

## Clubs
| Club                           | Pays   | De        | À         |
| ------------------------------ | ------ | --------- | --------- |
| Pallavolo Chieti               | Italie | 2002-2003 | 2002-2003 |
| Club Italia                    | Italie | 2003-2004 | 2005-2006 |
| Vigolzone                      | Italie | 2006-2007 | 2006-2007 |
| Volley San Vito                | Italie | 2007-2008 | 2007-2008 |
| Robursport Volley Pesaro       | Italie | 2008-2009 | 2008-2009 |
| Club Italia                    | Italie | 2009-2010 | 2009-2010 |
| Tiboni Urbino                  | Italie | 2010-2011 | 2010-2011 |
| Chieri Volley                  | Italie | fév 2011  | mai 2011  |
| Gherardi Svi Città di Castello | Italie | 2013-2014 | …         |

## Palmarès

### Équipe nationale
- Championnat d'Europe des moins de 20 ans
  - Vainqueur : 2006.

### Clubs
- Championnat d'Italie
  - Vainqueur : 2009.
- Coupe d'Italie
  - Vainqueur : 2009.
- Supercoupe d'Italie
  - Vainqueur: 2008.

### Récompenses individuelles
- Championnat d'Europe féminin de volley-ball des moins de 20 ans 2006: Meilleure passeuse.